# David Htan
David Htan (en birmano: ဒေးဗစ်ထန်; Chin State, Birmania, 13 de mayo de 1990) es un futbolista de Birmania que juega en la posición de lateral derecho y que actualmente milita en el Yangon United FC de la Liga Nacional de Myanmar.

## Carrera

### Club
| Periodo   | Club             |
| --------- | ---------------- |
| 2009-2018 | Yangon United FC |
| 2018-2020 | Shan United FC   |
| 2022-     | Yangon United FC |

### Selección nacional
Htan debutó con Birmania el 29 de junio de 2011 ante Mongolia en la clasificación de AFC para la Copa Mundial de Fútbol de 2014. Su primer gol internacional lo anotó el 11 de septiembre de 2012 en un empate 1–1 ante Singapur. Ha participado en cuatro ediciones del AFF Championship, en la Copa Desafío de la AFC 2014 y en cuatro eliminatorias mundialistas.

## Logros

### Club
- Myanmar National League: 2011, 2012, 2013, 2015, 2017, 2018, 2019, 2020
- MFF Charity Cup: 2013, 2016, 2018, 2019, 2020
- General Aung San Shield: 2011, 2018

### Individual
- Myanmar National League Player of the Year: 2019